# エブリシング・エブリウェア・オール・アット・ワンス
『エブリシング・エブリウェア・オール・アット・ワンス』（原題: Everything Everywhere All at Once）は、2022年のアメリカ合衆国のコメディドラマ映画である。脚本・監督はダニエル・クワンとダニエル・シャイナートが務め、アンソニーとジョー・ルッソ、ジョナサン・ワンと共に製作された。本作は、シュールなコメディ、サイエンス・フィクション、ファンタジー、武術映画、移民の物語、アニメーションなど、複数のジャンルや映画的手法を取り入れている。
主演はミシェル・ヨーであり、中国系アメリカ人移民のエヴリン・クアン・ワンを演じる。彼女はIRSによる監査の最中、マルチバースを破壊しようとする強大な存在を止めるために、平行世界の自分自身とつながらなければならないことを知る。共演はステファニー・スー、キー・ホイ・クァン、ジェームズ・ホン、ジェイミー・リー・カーティスである。
クワンとシャイナートは2010年に本作の構想を開始した。製作発表は2018年に行われ、主要撮影は2020年1月から3月にかけて行われた。香港の映画監督ウォン・カーウァイの作品、児童書『ロバのシルベスターとまほうの小石』、ビデオゲーム『Everything』がいくつかのシーンの着想源となった。また、現代哲学者メアリー＝ジェーン・ルベンシュタインらの思想にも影響を受けており、本作は実存主義、ニヒリズム、シュルレアリスム、不条理主義といった哲学的テーマ、ならびにニューロダイバーシティ、うつ、世代間トラウマ、アジア系アメリカ人のアイデンティティといった主題を探求している。音楽はサン・ラックスが手掛け、ミツキ、デヴィッド・バーン、アンドレ・3000、ジョン・ハンプソン、ランディ・ニューマンとのコラボレーションが含まれている。
本作は2022年3月11日にサウス・バイ・サウスウエストにてプレミア上映され、同年3月25日にアメリカ合衆国で限定公開、4月8日にA24より全国公開された。1,400万から2,500万ドルの製作費に対し、全世界で1億4,340万ドルを超える興行収入を記録し、A24史上最高の興行成績を収めた。第95回アカデミー賞では11部門にノミネートされ、そのうち作品賞、主演女優賞（ヨー）、助演男優賞（クァン）、助演女優賞（カーティス）、監督賞、脚本賞（クワンとシャイナート）、編集賞の7部門を受賞した。また、ゴールデングローブ賞を2部門、クリティクス・チョイス・アワードを5部門（作品賞を含む）、英国アカデミー賞を1部門、全米映画俳優組合賞を史上最多となる4部門（アンサンブル賞を含む）受賞している。

## あらすじ
エヴリン・クアン・ワンは中年の中国系移民であり、夫のウェイモンドと共にコインランドリーを経営している。20年前、彼らは駆け落ちしてアメリカに渡り、一人娘のジョイをもうけた。現在、エヴリンは複数の問題に直面している。コインランドリーはIRSの監査対象となり、ウェイモンドは夫婦関係の再構築を図るために離婚届を差し出そうとしている。さらに、厳格な父親（広東語で「おじいちゃん」を意味する「ゴンゴン」）が春節のパーティーのために訪れており、娘ジョイとは関係がこじれている。ジョイはうつ状態にあり、中国系ではない恋人ベッキーをエヴリンが受け入れられずにいる。
IRSの職員ディアドレ・ボーボードレとの緊迫した面会の場で、突然ウェイモンドの身体が「アルファバース」から来た別のウェイモンド（アルファ・ウェイモンド）に乗っ取られる。彼は、すべての人生の選択が新たな並行宇宙を生むため、多数のパラレルワールド（マルチバース）が存在することをエヴリンに説明する。アルファバースでは、すでに故人となったアルファ・エヴリンが「ヴァースジャンプ」技術を開発し、それにより人々は奇妙であり得ない行動を取ることで、別の宇宙の自分のスキルや記憶、身体を利用することが可能となった。
マルチバースは、アルファ・ジョイ――すなわち、アルファ・エヴリンに過度なヴァースジャンプを強いられて精神が崩壊したジョブ・トゥパキ――によって脅かされている。ジョブはすべての宇宙を同時に認識し、自在にヴァースジャンプや物質操作ができる存在となっていた。彼女はドーナツ型の特異点を形成するブラックホールのような「エブリシング・ベーグル」を作り出し、マルチバースの崩壊をもたらそうとしていた。
エヴリンは、IRSビルに集まるジョブの手下たちと戦うため、ヴァースジャンプ技術を授かる。彼女は、自分が異なる選択をしたことで成功を収めた他の宇宙――カンフーの達人や映画スターになった世界――を発見する。一方で、現実のウェイモンドが本当に離婚を考えていたことも知る。アルファ・ウェイモンドは、すべてのエヴリンの中で最も「失敗」しているこのエヴリンこそ、無限の可能性を秘めており、ジョブに対抗できると信じている。
やがて、ゴンゴンの身体がアルファ・ゴンゴンに乗っ取られ、エヴリンに対し、ジョイを殺してジョブによる宇宙侵入を阻止するよう命じる。だがエヴリンはこれを拒否し、ヴァースジャンプを重ねて力を得てジョブと対峙することを選ぶ。アルファ・ゴンゴンは、エヴリンの精神もジョブのように崩壊しつつあると見なし、兵士たちを差し向ける。戦いの最中、ジョブはアルファバースでアルファ・ウェイモンドを殺害する。エヴリンがジョブと対面すると、その精神は次第に崩壊し、倒れてしまう。
エヴリンは制御を失ったままジョブとともに様々な奇妙な宇宙を移動し続ける。ジョブは戦うつもりはなく、自分と同じように「何も意味がない」と理解できるエヴリンを探していたのだと明かす。彼女はエヴリンを「エブリシング・ベーグル」の内部へと導き、そこに入ることで共に「完全な死」を得ようとしていた。エヴリンは一時的にこの虚無的な考えに心を傾け、他の宇宙で周囲の人々に冷酷かつ虚無的に振る舞うようになる。
だが、ベーグルに入ろうとする直前、エヴリンは自分の宇宙におけるウェイモンドの「無意味な世界でも思いやりをもって生きるべきだ」という訴えに耳を傾ける。その言葉により、エヴリンは実存主義的な啓示を得て、ウェイモンドの不条理的かつ人道的な考え方に従う決意をする。彼女はマルチバースの力を利用し、共感と優しさによって敵を打ち負かし、周囲に幸福をもたらす。そして各宇宙において自らがもたらした傷を癒し、アルファ・ゴンゴンやジョブの兵士たちを無力化する。
現実世界では、エヴリンはウェイモンドと和解し、ジョイとベッキーの関係を受け入れ、それをゴンゴンに明かす。また、ウェイモンドはディアドレを説得し、確定申告のやり直しを認めさせる。ジョブは自らベーグルに入ろうとするが、同時にエヴリンの宇宙では、ジョイが「自分を手放して」と訴える。エヴリンは「何も意味がなくても、どの宇宙に行けたとしても、自分はいつでもジョイと共にいたい」と語る。最終的に、エヴリンたちはジョブをベーグルから引き戻し、エヴリンとジョイは抱き合う。
しばらく後、家族の関係が改善した彼らは再びIRSビルを訪れ、税務申告のやり直しに臨む。ディアドレが話す間、エヴリンの意識は一瞬だけ他の宇宙の自分に引き寄せられるが、すぐに現実世界へと心を戻す。

## キャスト
エヴリン・ワン・クワン
演 - ミシェル・ヨー
吹替 - 塩田朋子
コインランドリーを経営する女性。マルチバースの他のバースでは、カンフーの達人、歌手、シェフなど、様々なバージョンの彼女が存在する。
映画本編では明言されていないが、注意欠陥・多動性障害（ADHD）を患っているという設定になっている。
劇中では広東語（ネイティブ）、マンダリン（官話）、英語を話す。
ジョイ・ワン / ジョブ・トゥパキ
演 - ステファニー・スー
吹替 - 種﨑敦美
エヴリンとウェイモンドの娘。エヴリンからはいつも「太り過ぎ」と注意を受けている。他のバースにおいて、マルチバースへの脅威となるジョブ・トゥパキとして行動を起こしている。
劇中では英語を話す。
ウェイモンド・ワン
演 - キー・ホイ・クァン
吹替 - 水島裕
エヴリンの夫。エヴリンとは過去、駆け落ちして結婚した。間が抜けたところがあるが、善良で優しい人物。IRSを訪れた際に、「別の宇宙の夫」を名乗り、エヴリンを導く。
劇中ではマンダリン（ネイティブ）、英語を話す。
ゴンゴン
演 - ジェームズ・ホン
吹替 - 佐々木睦
エヴリンの厳しい父親。高齢により車椅子で移動している。
劇中では広東語を話す。なおゴンゴンは漢字で書けば「公公」で、広東語で母方の祖父の意味。
ディアドラ・ボーベアドラ
演 - ジェイミー・リー・カーティス
吹替 - 幸田直子
IRSの監察官。不正を見抜くことが評価され、いくつも表彰されている。別のバースでは、エヴリンとパートナーになっている。
ベッキー・スリガー
演 - タリー・メデル
ジョイのガールフレンド。ゴンゴンの世話を買って出る。
デビー・ザ・ドッグ・マム / ビッグ・ノーズ
演 - ジェニー・スレイト
コインランドリーの顧客。
キャラクターの元の名前（「ビッグ・ノーズ」）は、ユダヤ人のステレオタイプとの関連性から、デジタルリリース時に変更された。
チャド
演 - ハリー・シャム・ジュニア
吹替 - 武内駿輔
別のバースでエヴリンと一緒に働く鉄板焼きシェフ。優秀なシェフだが、その器用さには秘密がある。

## 製作

### 開発

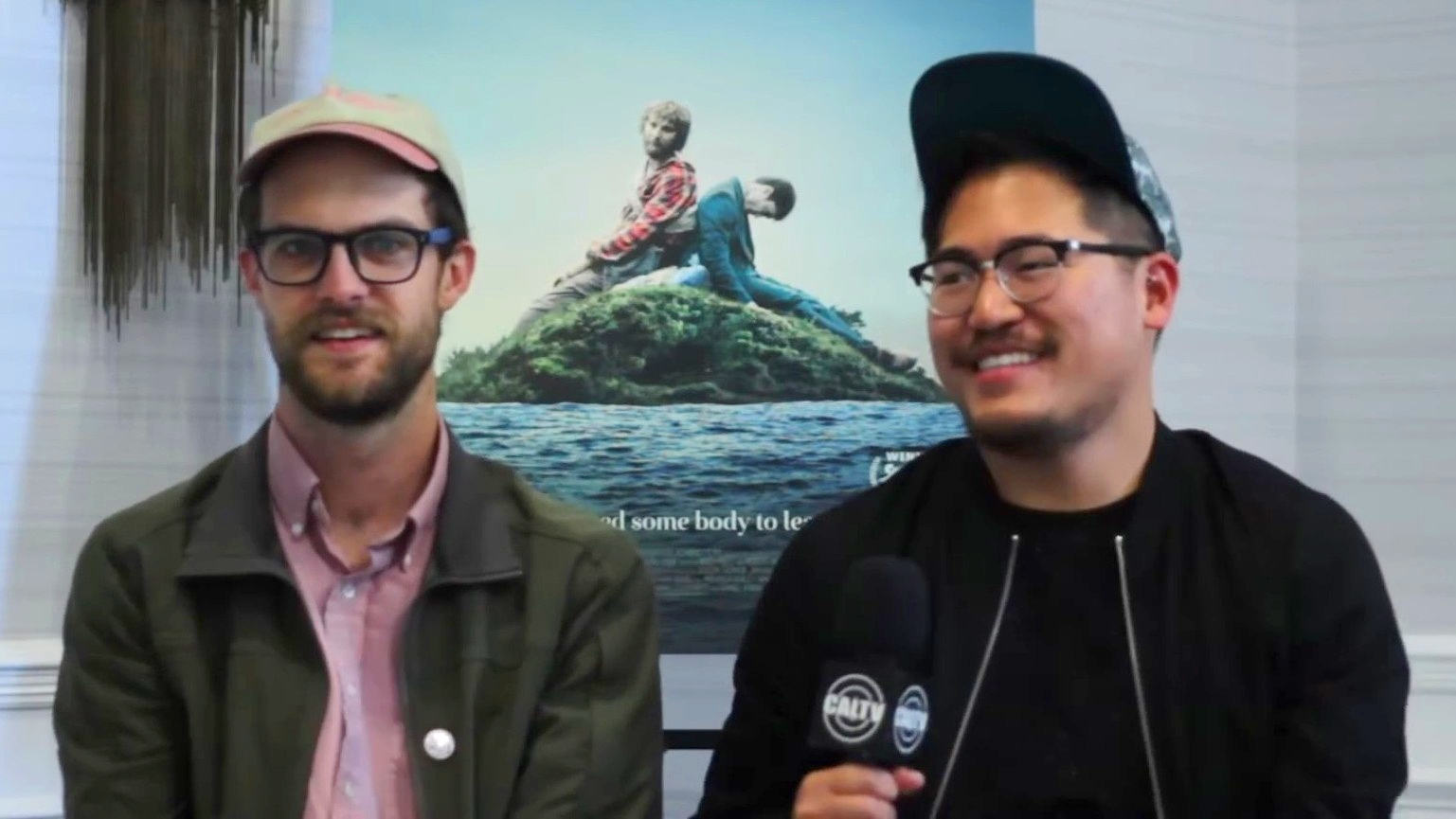
監督・脚本を務めたダニエル・クワンとダニエル・シャイナート

共同監督のダニエルズことダニエル・クワンとダニエル・シャイナートは、2010年頃からマルチバースの概念についてのリサーチを開始した。彼らはロス・マケルウィー監督のドキュメンタリー『シャーマンズ・マーチ』（1986年）を通じて、モーダル・リアリズムという概念に触れたことがきっかけである。クワンは、マルチバースを扱ったアニメ映画『スパイダーマン:スパイダーバース』（2018年）の公開に対し、「みんなに先を越された」と感じたと述べている。また、『リック・アンド・モーティ』第2シーズン（2015年）を観て、考えていたアイデアが既に描かれていたことに落胆し、執筆中は視聴を避けたという。
初期脚本では、主人公は大学教授であり、未診断の注意欠如多動症（ADHD）という設定であった。クワン自身もこのリサーチを通じて、自らに未診断のADHDがあることに気づいたと語っている。
エヴリンがカンフーを習得し、アクション映画スターとなる場面は、ウォン・カーウァイ監督作品に視覚的・情緒的に影響を受けている。また、岩として存在する宇宙の場面は、児童書『ロバのシルベスターとまほうの小石』（1969年）やビデオゲーム『Everything』（2017年）に着想を得ている。
「エブリシング・ベーグル」のアイデアは、アメリカの様々なトッピングが乗ったベーグル（エブリシング・ベーグル）に由来するジョークから始まったものである。宗教的象徴としてのベーグルを深く掘り下げる試みもあったが、ジョークとしてのシンプルさが効果的であると判断された。

### キャスティング
脚本は当初、ジャッキー・チェンを主人公に想定して書かれていたが、物語の夫婦関係をより共感できるものにするため、主人公を女性に変更した。
新しい脚本では主人公の名前は「ミシェル・ワン」とされていた。これは主演のミシェル・ヨーにちなんだもので、ヨー自身も「この脚本は私のために書かれたものだと監督たちは言っていた」と語っている。しかし、キャラクターの1人である武術家・映画スターとしてのエヴリンとの類似があることから、ヨーは「ミシェル」という名前に反対した。彼女は「エヴリンには彼女自身の物語があるべきだ。これは非常に平凡な母親であり、主婦であり、娘の良き母親になろうとし、父親の良き娘であろうとし、家族を守ろうとする妻の物語だ。私は演じるキャラクターにミシェル・ヨー自身を重ねることを好まない。それぞれのキャラクターには独自の旅と物語があるべきだ」と述べている。
2018年8月、クワンとシャイナートが監督する「異次元アクション映画」に、ミシェル・ヨーとオークワフィナが出演し、アンソニーとジョー・ルッソ兄弟が製作を務めることが発表された。オークワフィナは2020年1月にスケジュールの都合で降板し、ステファニー・スーが代役として参加した。ジェームズ・ホン、キー・ホイ・クァン、ジェイミー・リー・カーティスもキャストに加わった。本作は、2002年の『無限復活』以来となるクァンの俳優復帰作である。
クァンのキャスティングは、『インディ・ジョーンズ/魔宮の伝説』で彼が演じた「ショート・ラウンド」の成長した姿として、元ニューヨーク市長候補アンドリュー・ヤンの画像と組み合わせたミームを監督たちが見たことがきっかけである。彼らはクァンの近況に興味を持ち、彼がウェイモンド役に適した年齢であることを知った。また偶然にも、クァンは『クレイジー・リッチ!』の成功に刺激を受けて、俳優業への復帰を決意していた時期であった。この流れは、アジア系俳優の主演を推進する「#StarringJohnCho」運動から始まったドミノ効果の一環である。『クレイジー・リッチ！』の監督ジョン・M・チュウもこの運動に影響を受けていた。なお、クァンの契約交渉には、『グーニーズ』（1985年）で共演したジェフ・コーエンが弁護士として関わっている。
クワンは、一部スタジオとのやりとりで「白人俳優を起用するか？」、「興行収入につながる別の人種の俳優を探すべきか？」といった提案があったことを明かしている。それに対し、「これは中国系の家族のために書かれた脚本だ」として、強い姿勢で反論したという。シャイナートも、キャスティングには時間がかかったものの、最終的には理想的な配役にたどり着いたと述べている。

### 撮影
主要撮影は2020年1月に開始され、A24が出資・配給を行うことが発表された。当初はスコット・ルーディンが製作総指揮として関与していたが、後に彼の行動に関する告発によりプロジェクトから離脱している。この時期、マーベル・スタジオからクワンとシャイナートに対し、Disney+のシリーズ『ロキ』第1シーズンの開発について打診があった。しかし両監督はすでに自身のマルチバースを題材とした映画の撮影を控えており、もともと関心も薄かったことからこのオファーを辞退している。撮影はカリフォルニア州シミバレーを中心に38日間で行われた。多くのシーンはポストプロダクションにおける大幅な時間リマッピング処理を前提として、非常に高いフレームレートでオーバークランク撮影された。
ダニエルズによれば、カンフーの戦闘シーンは異例の速さで撮影された。例えば「ウエストポーチの戦い」は1日半で撮り終えたという。撮影は2020年3月初旬、アメリカ国内での新型コロナウイルス感染症のパンデミックが始まった頃に終了した。初期の編集版は約170分の長さであった。

### 視覚効果
前作『スイス・アーミー・マン』での経験から、ダニエルズは本作のVFXを専用のスタジオに依頼せず、少数精鋭のチームで社内制作した。視覚効果はザック・ストルツを中心とした5人のアーティストにより、Adobe After EffectsやPremiere Proを用いて制作され、パンデミック下ではResilio Syncを使ってデータを共有した。
IRS職員ディアドレの外見は、クワンがインターネットで見つけた実在のIRS職員の写真に着想を得たものであり、カーティス本人がその姿を気に入り、自身の体型を活かして演じることを希望した。彼女は撮影において、プロテーゼではなく自らの腹部を使用した。

## テーマ
『エブリシング・エブリウェア・オール・アット・ワンス』は、シュールなコメディ、サイエンス・ファンタジー、ファンタジー、カンフー映画、アニメーションなど、複数のジャンルや映画的手法を取り込んだ作品である。
『ニューヨーク・タイムズ』のA・O・スコットは本作を「ジャンル無政府状態の渦」と表現し、「激しいアクションシーンやSF的なナンセンスは確かに楽しく（マーケティングの中心でもある）が、実のところそれが本質ではない。本作はほろ苦い家庭ドラマであり、夫婦のコメディであり、移民としての苦闘の物語であり、母娘の愛と痛みを描いたバラードである」と評した。同紙のローラ・ゾルノーザは、本作が世代間トラウマを癒しの関係を通じて描いていると述べている。また、エミリー・セント・ジェームズはVoxにおいて、本作を「ミレニアル世代の親子和解ファンタジー」という新興サブジャンルの一つと位置づけ、親と子が和解する架空の世界を描いている点を指摘している。
『ガーディアン』のチャールズ・ブレイムスコによれば、「破滅のベーグルとそれによって締め付けられていくイヴリンの娘の姿は、『次世代の間で流行するニヒリズム』に屈することの危険性を象徴している。我々が唯一望みを託すべきは、今この瞬間に存在する愛と美に目を向けることである」。このニヒリズムはまた、アジア系アメリカ人のアイデンティティに関する本作の探究とも結びついている。『ワシントン・ポスト』のアン・アンリン・チェンは、「マルチバースは移民としてのアジア人の経験のメタファーであるだけでなく、『ハイフン付き』（すなわち『アジア系アメリカ人』）市民が経験する分裂や脱臼の寓話としても機能している」と述べ、LGBT文化との関係性にも言及している。また、彼女は「アジア・ペシミズム」という概念を持ち出し、これは「アフリカ・ペシミズム」に対する対応物としての意図があるとした。
『コンシクエンス』のクリント・ワージントンは、「ダダイズム的な不条理と一瞬の隙も許さぬテンポでありながらも、ダニエルズはマルチバースがもたらす混沌の可能性を一貫した物語へと編み上げており、それは“選ばなかった道”の苦悩や、“意味のない世界に自らの意味を見出す必要性”を描いている」と述べている。彼はジョブ・トゥパキの行動原理について、「『すべてをのせたベーグル』という矛盾した存在が語っている。すべてを経験したならば、その先に何が残されているのか？」と問いかけている。クワンによれば、「エブリシング・ベーグル」という概念は「ニヒリズムを過度に小馬鹿にせず語るための道具として機能した」うえに、「マクガフィン（物語上の動機づけ装置）にもなった」という。彼は「前半では世界を滅ぼす装置として描かれ、後半では『自己破壊を望む抑うつ状態の人』として明かされることで、アクション映画の構造をより個人的なものへと転換することができた」と語っている。評論家のジョージ・ギレットは、本作を「インターネット世代の成長物語」とみなし、マルチバースを視聴者が日々存在している仮想空間の比喩として捉えている。
物語の哲学的テーマ、特にウェイモンドの世界観は、ヒューマニズムの中心的思想の表現とされており、「何が起きているかわからない時こそ、親切であるべきだ」という彼の信条にそれが反映されている。また、作品のテーマは大乗仏教や道教との親和性も指摘されており、「ベーグル」と「グーグリーアイ（目玉シール）」の対比は、陰と陽のユーモラスな象徴として、「意味のない無の多様性」と「自ら意味を見出し、価値を創造する」という対立を表している。
本作は、観客の「現実世界」ともテクスト的、メタテクスト的に関わり合っている。批評家たちは、カンフー映画スターとしてのエヴリンの一形態がミシェル・ヨー自身を象徴している点、キー・ホイ・クァンのスタント経験がウェイモンドの戦闘シーンに生かされている点、ジェームズ・ホンが英語堪能な陰謀家へと変貌する姿が彼の過去作『ゴーストハンターズ』（1986年）のロー・パンと重なる点などを指摘している。

## 公開

### 劇場公開
本作のワールドプレミアは2022年3月11日にサウス・バイ・サウスウエスト映画祭で行われた。劇場での限定公開は2022年3月25日、アメリカ合衆国ではA24によって4月8日に全国公開された。2022年3月30日には、アメリカの選ばれたIMAX劇場で一夜限定の上映が行われた。その人気のため、2022年4月29日から1週間、選ばれたIMAX劇場で再上映された。中東諸国、特にサウジアラビアやクウェートではLGBT関連の問題に対する検閲のため公開されなかった。イギリスでは2022年5月13日に公開された。2022年7月29日には、アメリカで再公開され、内容は変更されなかったが、ダニエルズ監督によるイントロダクションと、エンドクレジット後に8分間の未公開シーンが追加された。また、2023年1月27日には、アメリカで再び1,400スクリーンで公開され、アカデミー賞ノミネートを祝う形で上映された。日本では2023年3月3日に公開された。
映画の公開には地域ごとに異なるタイトルが使用された。台湾では「妈的多重宇宙」が採用され、これには「母親の多重宇宙」または「くそったれ多重宇宙」という二重の意味が込められており、タグラインとして「比媽佛更媽佛（マーベルよりもさらにマーベル）」が付けられた。中国本土では「瞬息全宇宙（瞬時に全宇宙）」というタイトルが使われ、香港では「奇異女俠玩救宇宙（奇妙な女性戦士が宇宙を救う）」というタイトルが使用された。台湾では、映画の字幕が過剰翻訳だと批判された。

### ホームメディア
本作は2022年6月7日にデジタルストリーミングプラットフォームで公開され、2022年7月5日にはライオンズゲート・ホームエンターテイメントからBlu-ray、DVD、Ultra HD Blu-rayとして発売された。

## 評価

### 興行収入
『エブリシング・エブリウェア・オール・アット・ワンス』は、アメリカとカナダで7,720万ドル、その他の地域で6,620万ドルを記録し、全世界で1億4,340万ドルの興行収入を上げた。Deadline Hollywoodは、すべての費用と収益を考慮に入れて、本作の純利益を3,200万ドルと算出した。
アメリカとカナダでは、公開初週に10館で50万9,600ドルを稼ぎ、劇場平均では50,965ドルとなり、新型コロナウイルス感染症パンデミック後のプラットフォーム公開作品としては『リコリス・ピザ』に次ぐ2番目の好成績を記録し、2022年の中で最も良い劇場平均を達成した。2週目には38館で110万ドルを稼ぎ、興行成績は9位となった。3週目には、公開館数が38から1,250に拡大し、610万ドルを稼ぎ、6位となった。次週には2,220館で公開され、620万ドルを上げて4位となった。6週目には550万ドルを追加し、その一部はIMAXでの上映拡大によるものだった。7週目には350万ドル、8週目には330万ドルを加えた。5月21日には5,100万ドルを突破し、『アンカット・ダイヤモンド』を抜いてA24の国内最高興行収入を記録した。6月9日には8,000万ドルを超え、A24史上最高の興行収入となった。公開16週目には、7月10日をもってトップ10入りを続けていた。2022年7月31日には、全世界で1億ドルを突破し、パンデミック期間中（およびA24史上初）に独立系映画でこのマイルストーンを達成した。
アメリカ以外では、2022年7月31日時点で、最も収益を上げた地域は、イギリス（620万ドル）、カナダ（510万ドル）、オーストラリア（450万ドル）、ロシア（240万ドル）、台湾（230万ドル）、メキシコ（200万ドル）、香港（170万ドル）、ドイツ（150万ドル）、オランダ（110万ドル）であった。

### 批評家の反応
本作は広範な批評家の賞賛を受けた。レビュー集計サイトRotten Tomatoesでは、410件の批評のうち93%が肯定的で、平均評価は8.5/10となっている。サイトの合意は、「ミシェル・ヨーによる卓越した演技に導かれ、『エブリシング・エブリウェア・オール・アット・ワンス』はそのタイトルにふさわしく、五感に対する見事に計算された攻撃を繰り広げる。」というものであった。Metacriticでは、55人の批評家による加重平均で81/100を記録し、「普遍的な称賛」を示すスコアとなった。PostTrakでの観客調査では、89%が好意的な評価をし、77%が「絶対に推薦する」と答えた。
インディワイヤーのデイヴィッド・アーリッヒは、本作を「陽気な天才のオルギー的作品」と評し、特にヨーの演技を絶賛し、「これがミシェル・ヨーのこれまでで最高の演技だ」と述べた。『ハリウッド・リポーター』のデイヴィッド・ルーニーは、本作を「ストーナー天国のような急速に展開する物語で、非常に想像力に富んでいて、しばしばとても楽しい」と評し、キャストやスコアを賞賛したが、物語の根底にあるテーマの扱いには物足りなさを感じた。『ロジャー・イーバート・ドットコム』でのレビューで、マリヤ・E・ゲーツはヨーの演技を絶賛し、「ヨーは映画の核となる存在で、彼女の広範な才能を披露する役を与えられ、優れた武道のスキルから卓越したコメディのタイミング、さらには深い人間的感情の掘り下げまでを見せる」と書いた。ブラムスコはダニエルズ監督が「大きく、精緻で、洗練されたビジョンの表現を作り上げた」と評価した。ウォール・ストリート・ジャーナルのエイミー・ニコルソンは、「映画の野心が2時間半の上映時間を通じて何度も倍増し、まるでクワン氏とシナート氏の最も狂気的なアイデアで満たされたペトリ皿のようだ」と書いた。
一部のレビュアーは、ヨーの演技を彼女のキャリアで最高だと評した。『バニティ・フェア』のレビューで、モーリーン・ライアンは「ヨーはエヴリンに悲しみ、後悔、決意、成長する好奇心の色合いを吹き込み、その"主役感"の受け入れを非常に魅力的に作り上げている」と述べ、映画の全体的な感動的な演技を評価した。『ザ・リンガー』のアダム・ネイマンは本作を「ヨーへのラブレターであり、非常に感動的だ」とし、「59歳のスターに予想外の演技力を発揮させ、1990年代に彼女が世界的なアイコンとなった高飛びの戦闘振りを再び披露させる」と書いた。シカゴ・サンタイムズのジェイク・コイルは、「過剰になりかけることもあるが、その自由奔放で何でもありな遊び心と、驚くほど繊細な実存的絶望の描写の両方において、無限の可能性という解放的な感覚を観客に残す」と評し、ユーモアと驚くべき優しさを持つ映画であることを強調し。『Polygon』のタシャ・ロビンソンは、エヴリンとジョイ・ワンが岩のような存在として対話するシーンを2022年の最高の映画シーンの一つとして挙げ、「…それは完璧な瞬間だ。『エブリシング・エブリウェア・オール・アット・ワンス』の多くのシーンのように、感情の切り替えが瞬時に起こりる。しかしその静けさが重要だ。文脈外では、ただの奇妙な岩の間の瞬間にすぎない。しかし映画の文脈内では、観客とキャラクターの両方が必要としていた休息の瞬間で、岩のジョイと岩のエヴリンが共に笑い合うシーンは、驚くほど心温まるものだ」と述べた。
異論を唱えるレビューとしては、『ザ・ニューヨーカー』のリチャード・ブロディによるものがあり、彼は本作を「マーベル映画のための病的で皮肉な長編監督ピッチ」として退けた。また、『ガーディアン』のピーター・ブラッドショーは、本作を「何もない、どこでもない、長い時間にわたる無目的な散発」と表現した。
『ナショナル・レビュー』のアーモンド・ホワイトは、「マーベル映画に夢中な未熟なファンはカフカやブニュエル、チャック・ジョーンズを知らないため、簡単にエントロピーの戯画にだまされてしまう。ダニエルズは物語の慣習を拒否し、私たちの文化が秩序の崩壊に向かっている様子を描いている…。映画の最終的なメッセージは『親切であれ』というもので、2つの岩が語る。これは子供じみた救済策だ…ヨーはブラックアウト・スケッチの混乱と『愚かな人間』の道化たちに大人の安定をもたらす。しかし、ダニエルズは人生を『単なる統計的必然に過ぎない、それは特別なことではない』と還元している」と書いた。
『ガーディアン』のバーティン・ユインは、本作が「これまでにない形で東アジアの哲学を精緻に表現している」と述べ、さらに「仏教と道教の思想が心に響くことで、『エブリシング・エブリウェア・オール・アット・ワンス』が真に偉大な作品になっている」と評価した。そして、映画のメッセージが「西洋の観客にはしばしば見逃されている」と批判し、「これはハリウッドのアジアの業績や物語への軽視を完全に象徴している」と述べた。
『ニューヨーク・タイムズ』は、スーが演じたキャラクター、ジョブ・トゥパキを2022年の93人の最もスタイリッシュな「人々」の一人に選出した。

### 受賞
『エブリシング・エブリウェア・オール・アット・ワンス』は、11部門にノミネートされ、そのうち7部門でアカデミー賞を受賞した。作品賞、主演女優賞（ヨー）、助演男優賞（クァン）、助演女優賞（カーティス）、監督賞、脚本賞（クワンとシャイナート）、編集賞。この受賞は、史上初の6部門での上位部門（作品、監督、脚本、演技）制覇と、3部門の演技賞受賞という記録を打ち立てた。また、BAFTAで10部門（うち1部門受賞）、クリティクス・チョイス・ムービー・アワードで13部門（うち5部門受賞）、インディペンデント・スピリット・アワードで8部門（うち7部門受賞）、ゴールデングローブ賞で6部門（うち2部門受賞）にノミネートされた。映画は2022年の10大映画に、ナショナル・ボード・オブ・レビューおよびアメリカン・フィルム・インスティチュートから選ばれた。さらに、監督協会賞、製作者組合賞、脚本家組合賞、俳優組合賞（うち4部門受賞）で最高の賞を獲得し、アメリカの主要な組合4組（DGA、PGA、WGA、SAG）からすべてのトップ賞を受賞した、『アメリカン・ビューティー』、『ノーカントリー』、『スラムドッグ$ミリオネア』、『アルゴ』に次ぐ5本目の映画となった。
『エブリシング・エブリウェア・オール・アット・ワンス』は、いくつかのカテゴリでアカデミー賞史に新たな記録を作った。ヨーはアジア人として初の主演女優賞を受賞し、ハリー・ベリーに次いで2番目の有色人種の女優として、またマレーシア出身者として初めてアカデミー賞を受賞した。スーの助演女優賞ノミネートは、ホン・チャウの『ザ・ホエール』との並びで、同年にアジア系女優2人が同カテゴリでノミネートされた初めてのケースとなった。キー・ホイ・クァンはベトナム生まれの初のアカデミー賞受賞俳優となった。ジェイミー・リー・カーティスも初のアカデミー賞を受賞し、映画は4つの演技部門のうち3つを制した。また、この映画は初めてサイエンスフィクション映画として作品賞を受賞し、サイエンス・フィクション映画として初めてアカデミー賞の主要6部門のうち5部門を制した。演技部門で4部門すべてを受賞した映画はないが、この映画は『欲望という名の電車』（1951年）と『ネットワーク』（1976年）に続く3部門の演技賞を受賞し、さらに作品賞も受賞した最初の映画となった。また、2013年の『ゼロ・グラビティ』以来、7部門でアカデミー賞を受賞した最初の映画であり、2008年の『スラムドッグ$ミリオネア』以来、最も多くのアカデミー賞を受賞した作品賞受賞映画となった。

『エブリシング・エブリウェア・オール・アット・ワンス』の作品賞受賞に対する反応は批判も少なくなかった。ジャスティン・チャンは『ロサンゼルス・タイムズ』で、アカデミーが「間違った作品賞を選んだ」と嘆き、その受賞を前回の『コーダ あいのうた』に例えた：
「無限に続くマルチバースの喧騒の中で、どうしても目立たなかった作品賞の繊細な栄光 — 『TAR/ター』の不気味な曖昧さ、『フェイブルマンズ』の叙情的な啓示、『ウーマン・トーキング 私たちの選択』の鋭い議論、あるいは『西部戦線異状なし』の爆発する迫撃砲弾（それでも比較的静かだが）にどんなチャンスがあったのか？『エブリシング・エブリウェア』を考えるほど、その否定できない代表的な意義にもかかわらず、ますます従来の作品賞受賞作に見えてきた。そのいたずらっぽく形式を破る過激さの背後には、どんなアカデミー賞受賞作にも匹敵するほど、壮大で自己重要的、感傷的でテーマ的に明確な映画が隠れている」